# François Ravaillac
François Ravaillac est un régicide français né en 1577 à Angoulême et exécuté le 27 mai 1610 en place de Grève à Paris, pour l'assassinat d'Henri IV, roi de France, le 14 mai 1610.
Esprit tourmenté, élevé dans la haine des Huguenots, il est sujet à de fréquentes visions mystiques dans les années précédant son crime. Lors de son procès, il affirme avoir agi seul, accomplissant une mission divine. Les membres de sa famille subissent les conséquences de son acte.

## Biographie

### Enfance
Fils cadet de Jean Ravaillac, secrétaire greffier du maire d'Angoulême, et de Françoise Dubreuil, mère pieuse et illettrée, François Ravaillac naît dans une région catholique traumatisée par les guerres de religion.
Ses oncles maternels, Julien et Nicolas Dubreuil, chanoines à la cathédrale d'Angoulême, lui enseignent la lecture, l'écriture et lui inculquent très tôt la haine des Huguenots.
Sa famille est confrontée à d'importants problèmes, liés à la conduite de son père. En 1588, Jean Ravaillac perd en effet son poste de greffier en raison de sa participation à une tentative d'assassinat du duc d'Épernon, gouverneur de la ville. Il sombre alors dans l'alcool et enchaîne les déboires financiers, dilapidant progressivement le patrimoine familial. Le frère de François, Geoffroy, se fera connaître à l'âge adulte par sa brutalité et ses démêlés judiciaires, tandis que ses deux jeunes sœurs quittent rapidement le foyer familial.
C'est dans ce contexte que François Ravaillac commence à travailler.

### Ravaillac auxiliaire de justice
Il commence en effet sa vie professionnelle à onze ans en tant que valet de chambre et clerc de Maître du Port des Rosiers, conseiller au siège présidial d'Angoulême. Cet emploi, que lui ont fourni ses oncles, lui permet d'apprendre les rudiments des fonctions d'auxiliaire de justice.
En 1595, la famille Ravaillac, qui occupait une maison modeste de la paroisse Saint Paul est contrainte d'en louer le rez-de-chaussée et de s'installer dans l'unique pièce du premier étage. François devient coursier judiciaire pour un procureur angoumoisin. Angoulême étant du ressort du Parlement de Paris, le futur régicide est amené à se rendre fréquemment dans la capitale. Vers 1602, âgé de 25 ans, il s'installe à Paris où il sert de correspondant à son employeur pendant quatre ans.

### Une vocation religieuse contrariée
Très croyant, Ravaillac abandonne son emploi qui lui assurait une vie confortable en 1606 pour entrer dans l'Ordre strict des Feuillants en tant que frère convers. Il en est expulsé au bout de quelques semaines du fait de ses écrits étranges faisant référence à l'éternelle Providence, dont il fait part aux responsables de l'Ordre. Le jour de son exclusion, il tente en vain de rejoindre la Compagnie de Jésus rue Saint Antoine. En l'absence du père supérieur, il ne peut être reçu.
Désargenté, il quitte Paris et retourne à Angoulême. Il y aide sa mère à obtenir la séparation de ses biens d'avec son père. Ce dernier ayant dilapidé la plus grande partie du patrimoine familial, la famille Ravaillac, sans ressources, s'était réfugiée dans un logis lui appartenant à Magnac-sur-Touvre. Rapidement, son père y avait installé une catin et en avait chassé son épouse, laquelle se trouvait dans la plus grande misère.
Pour subvenir à leurs besoins, François Ravaillac se fait maître d'école, enseignant le catéchisme à 80 enfants. Ce travail étant très mal payé, le plus souvent en nature (dons de nourriture), il vit alors dans un état proche de la mendicité et, incapable d'honorer des dettes qui s'accumulent, est envoyé en prison à la fin de l'année 1608.

## L'assassinat d'HenriIV

### Un esprit troublé
Hanté depuis 1606 par des visions mystiques, François Ravaillac semble psychologiquement instable. Dans les dernières années de sa vie, il s'accuse ainsi à plusieurs reprises, en confession, d'« homicide par intention ».

Dans les premiers jours de l'année 1609, selon ses dires lors de son procès, il a une vision lui demandant de purger le royaume de l'Antéchrist Henri IV. Dès lors il s'estime convié à une guerre sainte afin de propager la vraie parole de Dieu. Sorti de prison, il monte à Paris à la Pentecôte pour convaincre le roi de convertir les huguenots. Celui-ci étant absent de la capitale, il erre quelques jours puis revient à Angoulême. Il tente de nouveau sa chance à la Noël 1609, sans plus de succès. Le 10 avril 1610, veille de Pâques, il découvre les projets guerriers d'Henri IV à l'occasion d'un repas chez un parent, Hélie Béliard,, ancien conseiller du roi. Il interprète la décision royale d'intervenir militairement dans la succession des principautés de Clèves et Juliers comme le début d'une guerre contre le pape, c'est-à-dire selon lui contre Dieu. Il décide alors de tuer le roi de France.

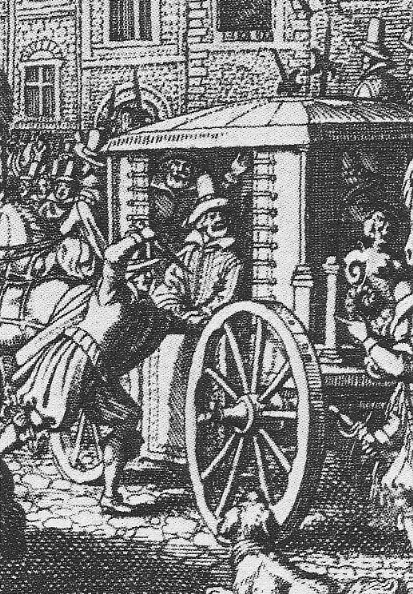
L'assassinat d'Henri IV, rue de la Ferronnerie à Paris.

### L'assassinat

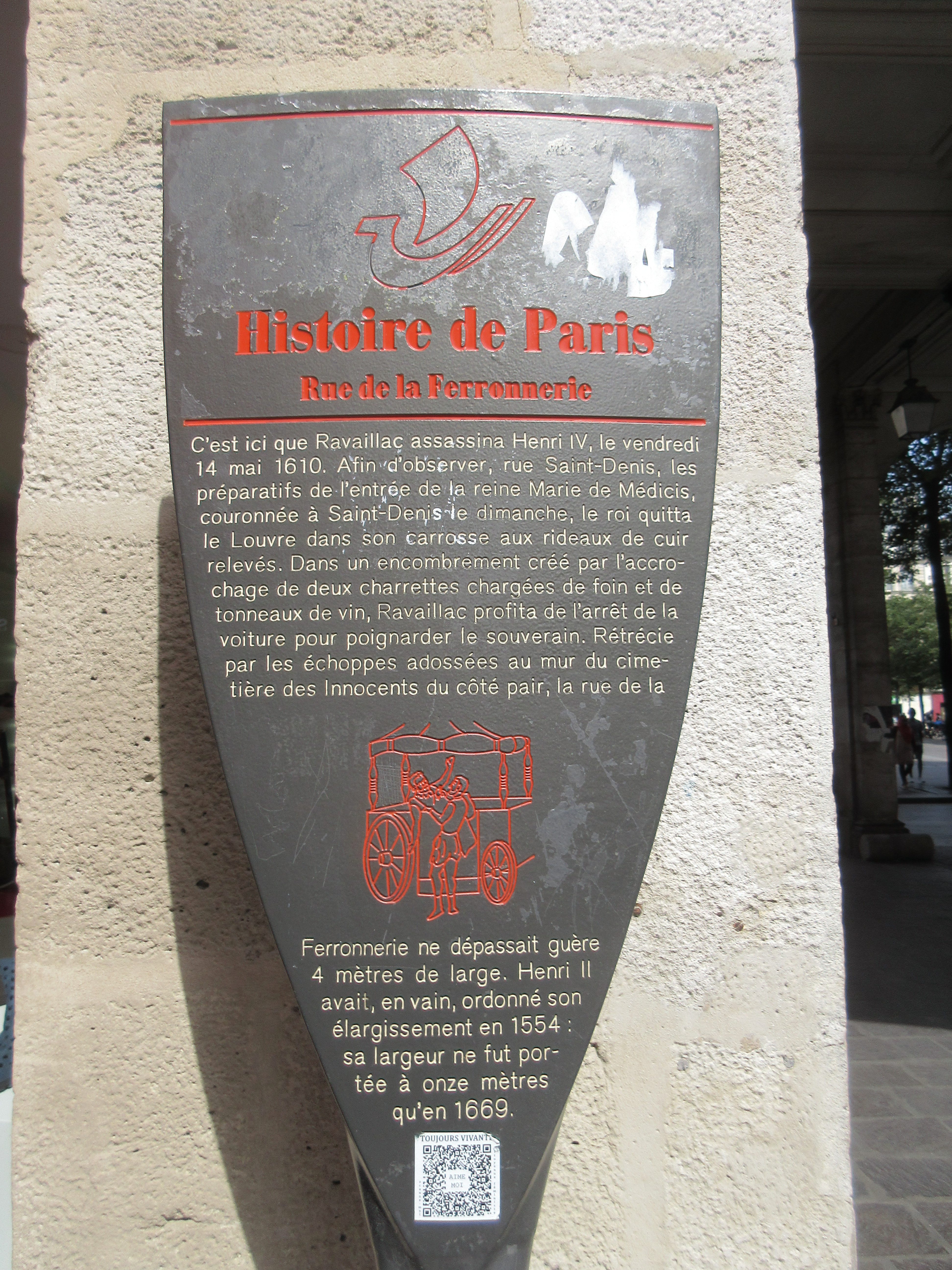
Panneau Histoire de Paris
« Rue de la Ferronnerie ».

Se rendant à Paris, Ravaillac vole un couteau dans une auberge, mais hésitant encore sur la conduite à tenir, épointe l'arme peu après. Rendu dans la capitale, il tente une dernière fois, en vain, de rencontrer Henri IV. Il cherche ensuite à confesser son intention régicide. Il est reçu par le Père d'Aubigny, un Jésuite de la rue Saint-Antoine, lequel essaie de le tempérer et lui conseille de retourner dans son pays. Après quelques jours passés à solliciter diverses personnes pouvant l'héberger, Ravaillac reprend le chemin d'Angoulême. En chemin, il est de nouveau convaincu de la nécessité de son acte lors d'un arrêt à Étampes devant un Christ crucifié, et répare son couteau. Revenu à Paris, il passe à l'acte le 14 mai 1610, frappant par trois fois Henri IV, alors que le carrosse royal est bloqué par un encombrement rue de la Ferronnerie.

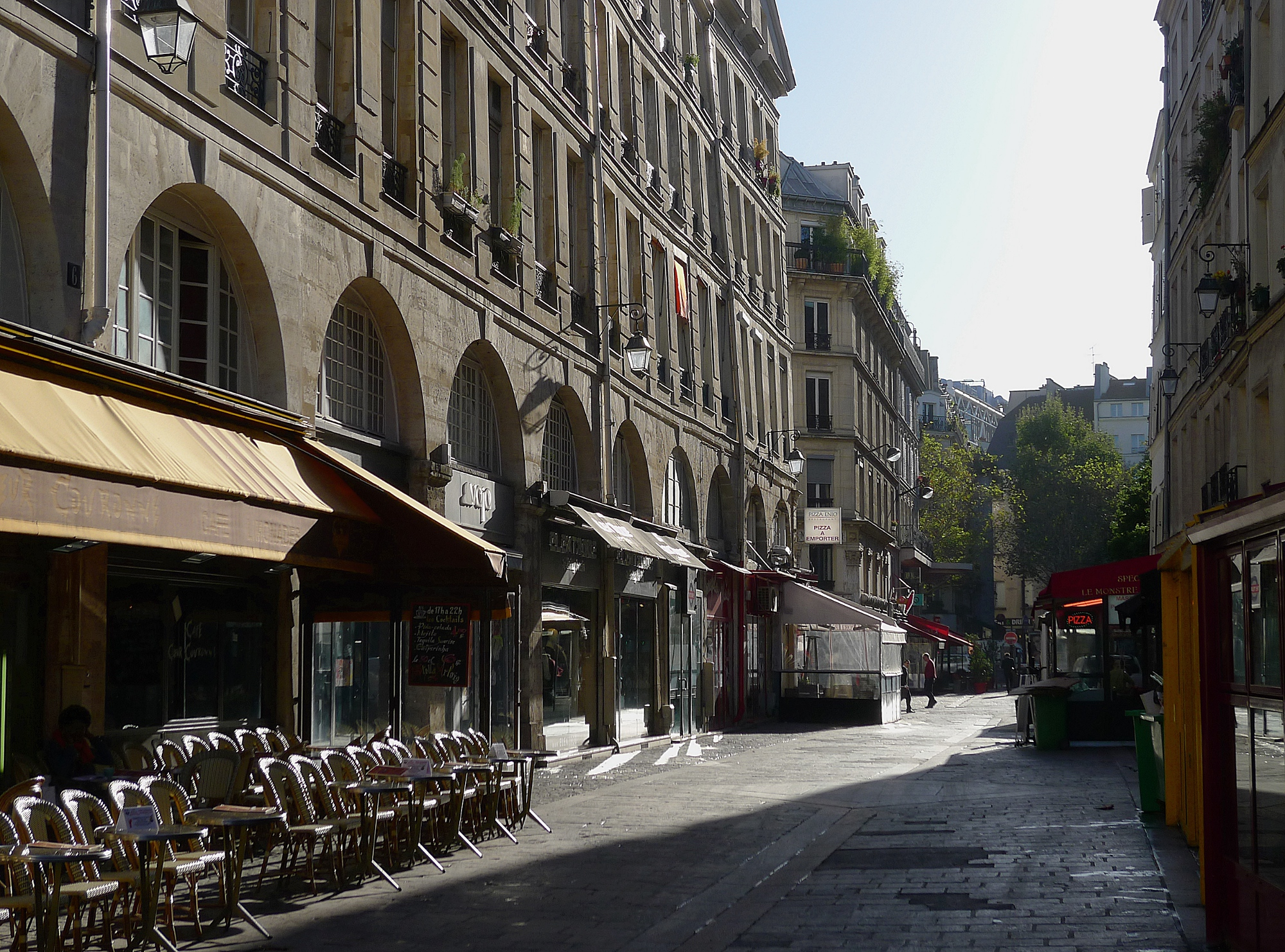
La rue de la Ferronnerie en 2012, à l'endroit où a été commis le régicide (marque sur le sol).

Le régicide ne cherche pas à s'enfuir. On le ramène à l'Hôtel de Retz afin de lui éviter un lynchage. Il reste 48 heures dans cet hôtel particulier puis est conduit une journée à l'hôtel du duc d'Épernon avant d'être enfin transféré légalement à la Conciergerie,.

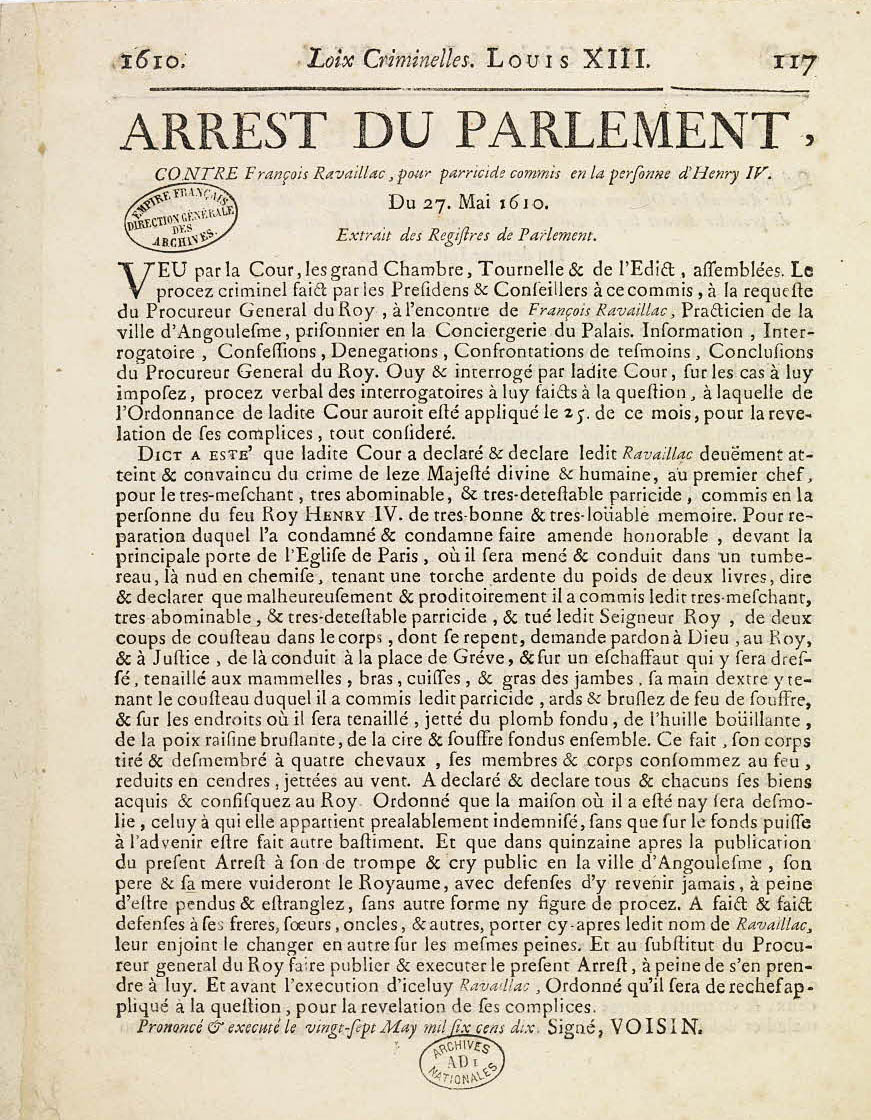
Arrêt du parlement de Paris condamnant à mort François Ravaillac. Archives nationales AD/148.

### Supplice place de Grève
Il est condamné à mort par le Parlement de Paris à l'issue d'un procès de dix jours qui conclut à l'acte isolé d'un fanatique catholique. Lors de son procès, il présente son acte comme une mission divine et affirme avoir agi seul. Le 27 mai, après avoir été soumis à la question à quatre reprises, il se confesse auprès des docteurs en Sorbonne Jean Filesac et Gamaches puis il est conduit  place de Grève où il est écartelé après de longues heures de supplice. Ses membres réduits en cendres sont jetés au vent pendant que la foule hystérique disperse le reste de son corps.

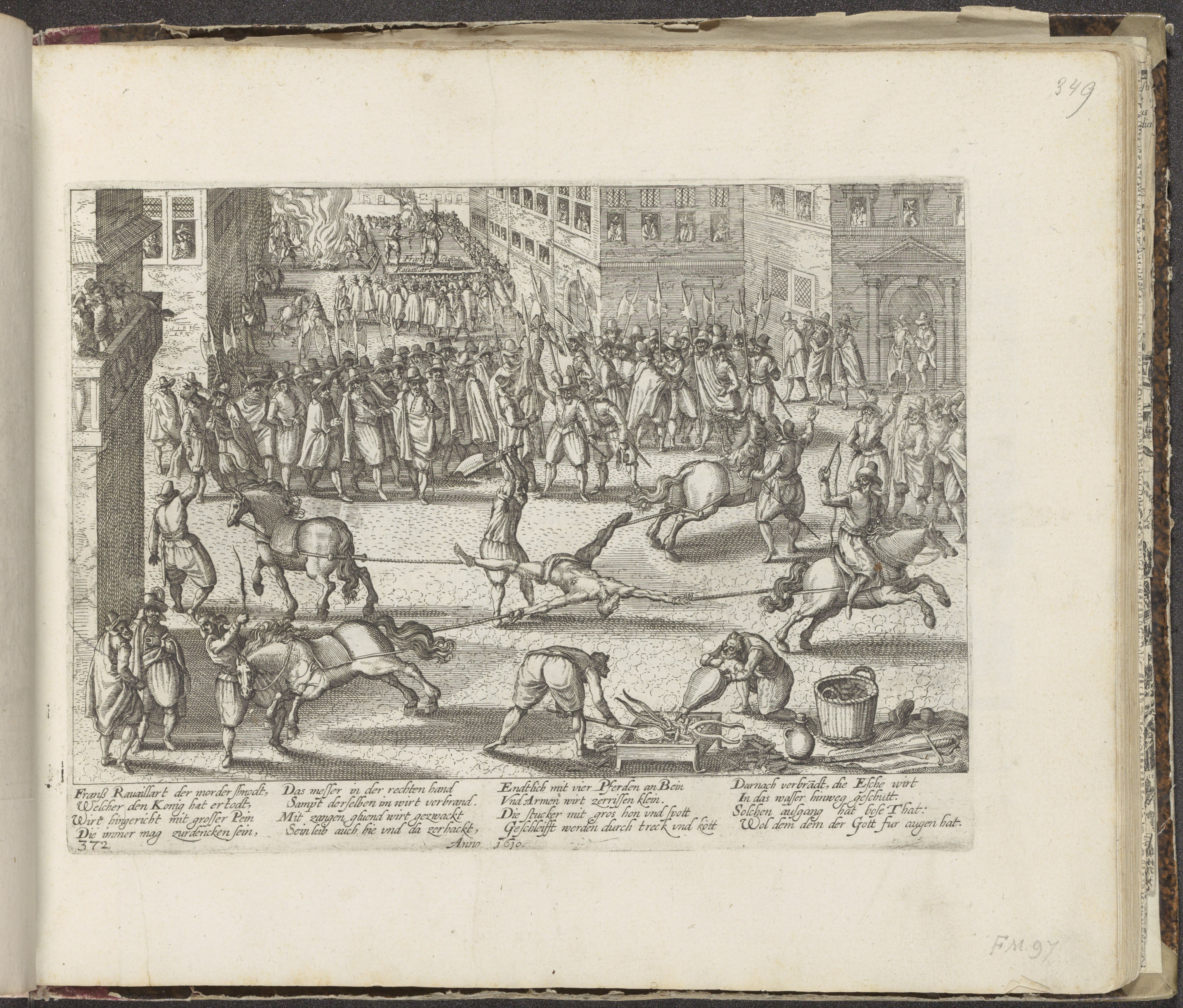
Écartèlement de Ravaillac

## Une famille durablement marquée

### La ruine d'une famille bourgeoise
La présence des Ravaillac, également mentionnée dans l'Albigeois, est établie en Angoumois au commencement du XVIe siècle. Bien que le père de François Ravaillac possède un logis à Magnac-sur-Touvre, un village situé à l'est d'Angoulême, les plus anciens registres faisant mention de la famille Ravaillac dans cette région sont les archives paroissiales d’Angoulême.
Ils y possèdent alors des offices de judicature. Le grand-père et l'oncle de François Ravaillac étant procureurs au présidial d'Angoumois, sa famille appartient à la bourgeoisie de robe angoumoisine. Elle est ruinée par les agissements de son père.

### Les suites du régicide
Les biens de la famille sont saisis, sa maison d'Angoulême est rasée, avec interdiction d'utiliser le terrain pour bâtir. Les frères et sœurs du régicide sont contraints de changer de nom sous peine de mort.
Ses parents sont forcés à l'exil. Ils s'établissent dans le petit hameau isolé de Rosnay, actuellement situé sur la commune de Lavigny en Franche-Comté. La Franche-Comté faisant alors partie de la monarchie espagnole, ils échappent ainsi aux menaces. Le nom de Ravaillac s'y transforme progressivement en Ravaillard et Ravoyard ou Rafaillac.

### Principaux membres
- Les principaux membres connus de cette famille sont les suivants :
  - François Ravaillac[28], procureur au présidial d'Angoulême, marié en premières noces avec Marguerite Lecomte (vers 1520-vers 1573), fille de Raymond Lecomte, procureur au présidial d'Angoulême ;
    - Pierre Ravaillac, mort jeune ;
    - Jean Ravaillac (1540-vers 1611), marchand ou greffier de la mairie d'Angoulême dans un acte de 1588, marié vers 1575 avec Catherine Françoise Dubreuil, sœur de Nicolas et Julien Dubreuil, prêtres, puis chanoines de la cathédrale d'Angoulême ;
      - Geoffroy Ravaillac (1576- ), praticien, il prend le nom de Montalque après la condamnation de son frère par le parlement de Paris. L'acte condamnant à mort son frère indiquait que nul à l'avenir, frère, sœur, oncle, neveu, ne pourrait porter le nom de Ravaillac. Arrêté en 1612, il est interrogé le 3 octobre 1612 au présidial de Périgueux. Il déclare avoir 35 ou 36 ans. Amédée Callandreau émet l'hypothèse qu'il s'est ensuite installé en Franche-Comté, à Baume-les-Messieurs, sous le nom de famille à peine modifié de Ravaillard[29],[30] ;
      - François Ravaillac (Angoulême, 1577-Paris, 27 mai 1610), valet de chambre et clerc dans l'étude du notaire Maître Du Rozier, à Angoulême, coursier judiciaire d'un procureur à Paris, maître d'école enseignant le catéchisme, meurtrier d'Henri IV, exécuté place de Grève ;

    - Michel Ravaillac, procureur au présidial d'Angoulême. Jean Ravaillac plaide contre lui, le 25 juillet 1579, à l'occasion de la succession de leur mère. Il ne s'est pas marié. Dans son testament du 10 mars 1586 il déshérite son frère en instituant légataires universels ses frère et sœur consanguins, Pierre et Catherine[31]. Son mécontentement vis-à-vis de son frère Jean l'a amené à faire un second testament le 15 juillet 1588 ;
    - Une fille mariée à Hélie Arnauld, procureur au présidial d'Angoulême ;
      - Allain Arnauld ;

    - Catherine Ravaillac mariée à Nicolas Mesnard ;
      - Pierre Mesnard, praticien ;
      - Jehanne Mesnard mariée en 1604 avec Jehan Robin, marchand à Angoulême ;

  - François Ravaillac, procureur au présidial d'Angoulême, marié en secondes noces avec Jeanne Cousseau originaire d'Argence, paroisse de Champniers ;
    - Pierre Ravaillac marié vers 1600 à Anne Chauvet, ses frères François et Jean Chauvet sont qualifiés d'écuyer, sieurs de Fontbelle. Lui-même est qualifié d'écuyer en 1600. Sa trace disparaît après 1610 ;
      - Isaac-Michel Ravaillac-Montjon ;
      - Jean Ravaillac-Montjon (1602- ) ;

    - Jacquette Ravaillac, morte jeune sans alliance ;
    - Catherine Ravaillac, dite la jeune pour la distinguer de Catherine Ravaillac épouse Mesnard, mariée à Pierre Graziller.

#### Études historiques
- Jean-Pierre Babelon, « L'assassinat de Henri IV rue de la Ferronnerie : identification des lieux et pose d’une stèle commémorative », Cahiers de la Rotonde, no 18,‎ 1995, p. 107-131.
- Jean-Pierre Babelon, « Ravaillac le régicide », dans Dans les secrets de la police, Paris, L'Iconoclaste, 2008, p. 24-29.
- Michel Cassan, La grande peur de 1610 : les Français et l'assassinat d'Henri IV, Seyssel, Champ Vallon, coll. « Époques », 2010, 279 p. (ISBN 978-2-87673-523-1, présentation en ligne), [présentation en ligne], [présentation en ligne].
- Michel Cassan, « L'assassinat d'Henri IV : un essai d'histoire immédiate », Europa Moderna. Revue d'histoire et d'iconologie,‎ 2011, p. 14-24 (lire en ligne).
- Pierre Chevallier, Les Régicides : Clément, Ravaillac, Damiens, Paris, Fayard, 1989, 419 p. (ISBN 2-213-02326-3, présentation en ligne).
- H. Corneille, « Le frère de Ravaillac », Bulletin de la Société historique et archéologique du Périgord, t. 68,‎ 1941, p. 275-279 (lire en ligne).
- Joël Cornette, « L'assassinat d'Henri IV », L'Histoire, no 168,‎ juillet 1993, p. 52-57.
- Paul de Fleury, « Les Ravaillac d'Angoulême : notes et documents inédits », Bulletin de la Société archéologique et historique de la Charente, 5e série, t. 5,‎ 1882, p. 3-84 (lire en ligne).
- Julien Léonard, « Paul Ferry et la mort du roi (1610-1612) », Europa Moderna. Revue d'histoire et d'iconologie,‎ 2011, p. 25-43 (lire en ligne).
- Roland Mousnier, L'assassinat d'Henri IV : 14 mai 1610, Paris, Gallimard, coll. « Trente journées qui ont fait la France » (no 13), 1964, VI-412 p. (présentation en ligne)Réédition : Roland Mousnier (préf. Arlette Jouanna), L'assassinat d'Henri IV : 14 mai 1610, Paris, Gallimard, coll. « Les journées qui ont fait la France », 2008, XIII-375 p. (ISBN 978-2-07-012315-5, présentation en ligne).
- Isabelle Pébay-Clottes (dir.), Claude Menges-Mironneau (dir.), Paul Mironneau (dir.) et Philippe Chareyre (dir.), Régicides en France et en Europe (XVIe-XIXe siècles) : actes du colloque international organisé à Pau les 17, 18 et 19 juin 2010, par la Société Henri IV, le Musée national du château de Pau et l'Université de Pau et des Pays de l'Adour, Genève, Librairie Droz, coll. « Cahiers d'Humanisme et Renaissance » (no 139), 2017, 570 p. (ISBN 978-2-600-04728-9, présentation en ligne).
- François Pernot, Qui a vraiment tué Henri IV ?, Paris, Perrin, coll. « L'histoire comme un roman », 2010, 255 p. (ISBN 978-2-03-584592-4, présentation en ligne).
- Jean-Christian Petitfils, L'assassinat d'Henri IV : mystères d'un crime, Paris, Perrin, 2009, 330 p. (ISBN 978-2-262-02987-6, présentation en ligne)Réédition : Jean-Christian Petitfils, L'assassinat d'Henri IV : mystères d'un crime, Paris, Perrin, coll. « Tempus » (no 441), 2012, 330 p., poche (ISBN 978-2-262-03914-1, présentation en ligne).
- (en) Diane Roussel, « "Several fanatics who talked only of killing kings" : conspirators and regicides before the parlement de Paris in the wake of the assassination of Henri IV, 1610 », French History, Oxford University Press, vol. 30, no 4,‎ décembre 2016, p. 459–476 (DOI 10.1093/fh/crw035).
- Denise Turrel, « Les usages iconographiques de l'assassinat d'Henri IV au XIXe siècle », La Révolution française. Cahiers de l'Institut d'histoire de la Révolution française, no 1 « L'attentat, objet d'histoire »,‎ 2012 (lire en ligne).

#### Littérature et essais
- Jean-François Bège, Ravaillac, l'assassin d'Henri IV, Éditions Sud-Ouest, 2010.
- Philippe Erlanger, L'étrange mort de Henri IV ou les jeux de l'amour et de la guerre, Paris, Amiot-Dumont, 1957, 279 p.
- Janine Garrisson, Ravaillac, le fou de Dieu, Paris, Payot, coll. « Romans Payot », 1993.